# Los días jóvenes
Los días jóvenes es una teleserie producida por Canal 13 y emitida desde el 5 de abril hasta el 30 de octubre de 1967. Consta de 93 capítulos de 35 minutos cada uno (aprox.).

## Ficha técnica
- Creador: Néstor Castagno
- Guionista: Néstor Castagno
- Director: Herval Rossano
- Productores: Jorge Stipicic y Romualdo Retamal
- Escenografía: Fernando Cardemil e Ignacio Quinteros
- Maquillaje: Juan Cruz y Gloria Lucavecchi
- Filmaciones: Luis Leiva
- Utilería: Aquiles Varas

## Horario
Se emitió durante los primeros meses, los días lunes, miércoles y viernes a las 21:30 (UTC-4), siendo su competencia directa las series Peyton Place, al principio, y El fugitivo después, dos series estadounidenses de gran impacto para la época.
Luego, se comenzó a exhibir de lunes a viernes a las 14:30 (UTC-4), la temporada completa, dentro del programa vespertino Mientras otros duermen siesta.

## Trama
Trata sobre un grupo de amigos que está en plena juventud (20 a 25 años).
Gabriela (Mirella Latorre), es una chica con mucho dinero, que está de noviazgo con Miguel (Mario Rodríguez), pero un día junto con su amiga Ignacia (Silvia Santelices), van a un bar de gente de clase media en el centro de Santiago, allí conocen a Francisco (Leonardo Perucci) y José (Mario Santander). Inmediatamente Gabriela se enamora de Francisco y él de ella. El problema se centra en José, quien se enamora de Ignacia, pero ella no lo toma en cuenta.
Gabriela y Francisco se ven a escondidas, como Romeo y Julieta. Tras unos días de estar así, Miguel los descubre y le prohíbe a Gabriela que lo vuelva a ver. Paralelamente José, el enamorado de Ignacia, comienza a mandarle regalos a su casa y a ir a verla, cuando Ignacia se aburre, le pide a su hermana "Rosi" (Gloria Torrent), que lo atienda y le diga que se fue de la casa. Rosi le hace caso, y le dice a José que ella se fue de la casa con destino a Chillán. Éste le prgunta la dirección para ir a buscarla, entonces Rosi le dice que no la sabe, José se da media vuelta y diciendo, voy a Chillán a buscar a mi mujer.
Sergio (Yamén Salazar), escucha a su hermana llorar en su habitación, este le pregunta lo que le sucedía, a lo que ella responde con lo sucedido entre Francisco, Miguel y ella. Sergio, le responde diciendo que la ayudaría con Francisco, le enviaría sus mensages. Lamentablemente, días después Miguel descubre a Sergio, por lo que lo manda a matar. Al día siguiente, Sergio camino a la casa de Francisco, se encuentra con Roberto (Rafael Benavente) quien lo asesina y lo tira al Río Mapocho.
Rosi, días después de hablar con José, es llamada a la puerta, y se encuentra con Rodrigo (Pepe Guixé), hermano de José, quien le pregunta por el paradero de su hermano, Rosi responde que está en Chillán, Rodrigo se da la vuelta diciendo que va a buscar a su hermano, Rosi al sentirse culpable le dice que espere un momento, le comenta esto a Ignacia y los tres van en busca de José.
Gabriela al enterarse de que su hermano está muerto, llama a su hermano mayor Álvaro (Héctor Noguera) y le comenta lo sucedido, este encara a Miguel, a lo que este responde que se la va a pagar.
Días después, Marta (Teruca Molinari), la esposa de Álvaro, es encontrada por el mismo muerta, cuando da unos pasos atrás Roberto, le da una puñalada en el corazón, por lo que Álvaro cae muerto.
Ignacia, Rosi y Rodrigo, ya en Chillán buscan a José, a quien encuentran en la Catedral de Chillán rezando en voz alta. Ignacia al verlo corre hacia José, este se levanta y la abraza, luego se dan un beso. Rosi y Rodrigo, se miran mutuamente y se dejan llevar, por lo que también se dan un beso.
Por su parte Gabriela es obligada a casarse con Miguel, por este mismo, la madre de Gabriela, María (Eliana Vidal) se opone, por lo que es asesinada, por Roberto dos días después. Ignacia, José y los hermanos de ambos ya en Santiago descubren que Miguel está asesinando a los que se oponen a que este y Gabriela se casen. En una habitación de la casa, los cinco amigos conversan sobre la situación. Miguel los escucha, pero este tendrá un final diferente.

## Elenco
- Mirella Latorre como Gabriela Ochagavía.
- Mario Rodríguez como Miguel de los Reyes.
- Silvia Santelices como Ignacia Duarte.
- Leonardo Perucci como Francisco Jara.
- Eliana Vidal como María de Ochagavía.
- Mario Santander como José Muñoz.
- Gloria Torrent como Rosa "Rosi" Duarte.
- Rafael Benavente como Roberto.
- Pepe Guixé como Rodrigo.
- Héctor Noguera como Álvaro.
- Teruca Molinari como Marta.
- Raquel Parot como Teresa.
- Bárbara Amunátegui como ?
- Patricia Larraguibel como ?
- Néstor Castagno como ?